# Anischevi
Anischevi (georgiska: ანისხევი) är ett vattendrag i Georgien. Det ligger i den östra delen av landet, 50 km nordost om huvudstaden Tbilisi.